# Zecillenus
Zecillenus is een geslacht van kevers uit de familie van de loopkevers (Carabidae). De wetenschappelijke naam van het geslacht werd in 1980 voorgesteld door Carl Lindroth.

## Soorten
Het geslacht Zecillenus omvat de volgende soorten:
- Zecillenus alacris (Broun, 1921)
- Zecillenus albescens (Bates, 1878)
- Zecillenus chalmeri (Broun, 1886)
- Zecillenus embersoni Lindroth, 1980
- Zecillenus tillyardi (Brookes, 1927)